# Vlajka Čukotského autonomního okruhu

Vlajka Čukotského autonomního okruhu
Poměr stran: 2:3

Vlajka Čukotského autonomního okruhu, jednoho z autonomních okruhů Ruské federace, je tvořena modrým listem o poměru stran 2:3, s bílým žerďovým klínem sahajícím do poloviny délky vlajky. Uprostřed bílého klínu je žlutý prstenec, ve kterém jsou tři vodorovné pruhy v barvách ruské trikolóry – bílý, modrý a červený. Emblém je popsatelný jedním rozměrem: šířka  prstence je stejná jako šířka pruhů a vzdálenost prstence od krajů bílého trojúhelníku.
Bílý klín symbolizuje Čukotský poloostrov, rozdělující modrý list, symbolizující moře, na Severní ledový a Tichý oceán. Bílá barva symbolizuje sever, sněžné dálavy a čisté, zranitelné území. Žlutý prstenec připomíná, že den v Rusku začíná právě na Čukotce a symbolizuje šamanský buben jarar a zlato, které se zde těží.

## Historie
Čukotský autonomní okruh vznikl 3. prosince 1953 jako Čukotský národnostní okruh v rámci Magadanské oblasti. Přejmenován na současný název byl 7. října 1977. V sovětské éře okruh neužíval žádnou vlajku. 17. července 1977 byl okruh z Magadanské oblasti vyčleněn přímo do Ruské federace. 28. února 1994 podepsal Alexandr  Viktorovič Nazarov, gubernátor okruhu, usnesení č. 80 o schválení „Nařízení o vlajce Čukotského autonomního okruhu”. Vlajka měla poměr stran 1:2 a modrá barva byla oproti současné světlejší. Autorkou byla A. A. Dallakjanová. Při prvním vztyčení vlajky v Anadyru měly ruská i čukotská vlajka poměr stran 2:3 a prstenec byl zlatý, nikoliv žlutý, jak bylo uvedeno v nařízení.

Vlajka Čukotského autonomního okruhu (1994–1997) Poměr stran: 1:2

29. října 1997 byl přijat nový zákon o vlajce okruhu, který změnil poměr stran (na 2:3) a hlavní barvu vlajky.
19. února 2004 byl vydán nový zákon č. 04-OZ který vlajku potvrdil.

## Vlajky okruhů a rajónů ČAO
Čukotský autonomní okruh se člení na 4 městské okruhy a 3 rajóny.
Městské okruhy

Anadyr Poměr stran: 2:3
Pevek Poměr stran: 2:3
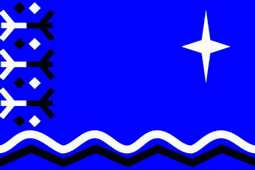
Providěnija Poměr stran: 2:3
Egvekinot Poměr stran: 2:3

Rajóny

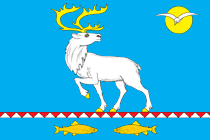
Anadyrský rajón Poměr stran: 2:3
Bilibinský rajón Poměr stran: 2:3
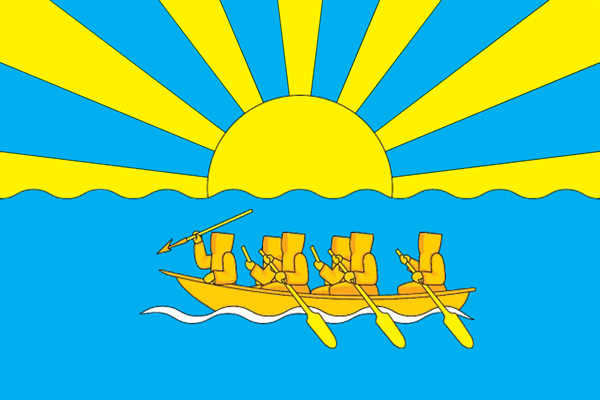
Čukotský rajón Poměr stran: 2:3